# 格拉梅西公园酒店
格拉梅西公园酒店（Gramercy Park Hotel）是纽约的一座豪华酒店，位于曼哈顿莱辛顿大道2号，毗邻格拉梅西公园。它兴建于1924-1925年，新文艺复兴风格。